# Сутіда
Сутіда (тай. สุทิดา, вимовляється [sùʔ.tʰíʔ.dāː] ), уроджена Сутіда Тіджай (тай. สุทิดา ติดใจ; 3 червня 1978) - королева-дружина Таїланду і четверта дружина короля Вачхіралонгкорна.

## Рання життя та освіта
Сутіда народилася 3 червня 1978 року. Закінчила Успенський університет Таїланду зі ступенем бакалавра в області комунікаційних мистецтв у 2000 році. Сутіда раніше була стюардесою на Тайських авіалініях.

## Охорона наслідного принца
Сутіда була призначена командиром охорони наслідного принца Вачхіралонгкорна в серпні 2014 року. Сутіда була пов'язана романтично з наслідним принцом після його розлучення з Срірасмі Суваді.
13 жовтня 2017 року вона була названа Дамою Великого Хреста (перший клас) найславетнішого Ордена Чула Чом Клао,, який дарує титул Than Phu Ying (тай. ท่านผู้หญิง). Вона-перша жінка-офіцер, що отримала цю честь, починаючи з 2004 року і перша в правління короля Рами Х.

## Королівської тайської армії служба
З 1 грудня 2016 року була призначена командувачем Силами спеціальних операцій підрозділу Королівської гвардії і дослужилася до звання генерала. Вона досягла теперішнього рівня, тільки після шести років служби.
На 1 червня 2017 року вона була призначена в. о. командира королівського тайського Департаменту Адьютантів після реорганізації Королівського управління безпеки.

## Королева-дружина
На 1 травня 2019 Suthida була зроблена королевою-консорт короля Вачхіралонгкорна, чия коронація пройшла в Бангкоку з 4 по 6 травня 2019. Реєстрація шлюбу відбулася у Amphorn Sathan Residential Hall в Бангкоку, з принцесою Сіріндхорн і президентом Таємної ради Прем Тінсуланонда в якості свідків.

## Титули, почесті і нагороди

### Титули
- 1 – 4 травня 2019 : Її Величність Королева Suthida (тай. สมเด็จพระราชินีสุทิดา )
- 4 травня 2019 – даний час : Її Величність Королева (тай. สมเด็จพระนางเจ้าสุทิดา พัชรสุธาพิมลลักษณ พระบรมราชินี )

### Відзнаки
- Дама Ордену королівського дому Чакрі[16]
- Дама Ордену дев'яти дорогоцінних каменів
- Дама великого хреста (перший клас) Ордену Чула чом Клао[10]
- Дама Великого Кордону (спеціальний клас) найвищий Орден Білого Слона[17]
- Дама Великого Кордону (спеціальний клас) Ордена корони Таїланду[18]
- Королівський шифр медалі короля Рами IX[19]
- Пам'ятна медаль з нагоди 60-річчя з дня народження Його Королівської Високості Принца Маха Вачиралонгкорн
- Пам'ятна медаль з нагоди коронації її величності короля Рами Х

### Військові звання
- 14 Травня 2010 Року: Молодший Лейтенант[20]
- 14 Листопада 2010: Старший Лейтенант[21]
- 1 Квітня 2011 Року: Капітан[21]
- 1 Жовтня 2011 Року: Майор[22]
- 1 Квітня 2012 Року: Підполковник[23]
- 1 Жовтня 2012 Року: Полковник[24]
- 10 Листопада 2013 Року: Генерал-Майор[25]
- 26 Серпня 2016 Року: Генерал-Лейтенант[26]
- 10 Грудень 2016: Генерал